# Motoo Furushō
Motoo Furushō (古荘 幹郎, Furushō Motoo) (28 septembre 1884 - 21 juillet 1940) est un général de l'armée impériale japonaise qui fut vice-ministre de la Guerre de 1935 à 1936.

## Biographie
Né dans la préfecture de Kumamoto, Furushō étudie dans des écoles militaires préparatoires dans sa jeunesse. Il sort diplômé de la 14e promotion de l'académie de l'armée impériale japonaise en 1902. L'année suivante, il est nommé sous-lieutenant dans la garde impériale. Il combat durant la guerre russo-japonaise de 1904-05 dans le 4e régiment d'infanterie de la garde impériale.
Après ce conflit, Furushō entre à l'école militaire impériale du Japon d'où il sort diplômé de la 21e promotion en 1909. Il est ensuite affecté à divers postes administratifs à l'État-major de l'armée impériale japonaise et est nommé attaché militaire en Allemagne puis aide de camp du maréchal Yamagata Aritomo.
Après avoir servi comme instructeur à l'école militaire impériale de 1921 à 1923, Furushō devient le chef de la 1re section (Organisation & Mobilisation) du 1er bureau de l'État-major impérial de 1923 à 1925. Il est commandant du 2e régiment de la garde impériale, continuant sa longue association avec la garde impériale, de 1925 à 1927.
Après avoir servi au ministère de la Guerre de 1927 à 1928, Furushō est promu général de brigade et reçoit le commandement de la 2e brigade d'infanterie. Il retourne occuper divers postes administratifs à l'État-major impérial de 1929 à 1934.
Promu général de division en 1933, Furushō devient commandant de la 11e division en 1934. Il sert ensuite comme vice-ministre de la Guerre de 1935 à 1936.
En 1936, Furushō devient le chef du service aérien de l'armée impériale japonaise, mais l'année suivante, il est nommé commandant-en-chef de l'armée japonaise de Taïwan.
Au début de la seconde guerre sino-japonaise de 1937, Furushō se rend en Chine comme commandant de la 5e armée. En 1938, il devient commandant de la 21e armée. Il revient au Japon en 1938, est promu général de corps d'armée et sert comme membre du conseil suprême de guerre jusqu'à sa mort en 1940. Sa tombe se trouve au cimetière de Tama à Tokyo.